# Sygrie
La Sygrie est un ruisseau du département de l'Essonne, en région Île-de-France, se jetant dans la Bièvre à Bièvres, donc un sous-affluent de la Seine.

## Géographie
Selon le Sandre, la longueur de son cours d'eau est de 1,7 km. Toutefois, ceci ne concerne que la partie du cours en aval du réservoir situé au lieu-dit l'Abbaye-aux-Bois ; la source se trouve en fait au lieu-dit Clairbois, à proximité immédiate de l'échangeur du Petit-Clamart, à l'extrême nord de la commune de Bièvres, soit environ 1,3 km plus haut (altitude 160 m environ).
La route nationale 118 emprunte aujourd'hui la vallée de la Sygrie, qui s'étend entre la forêt de Verrières et le bois du Loup-Pendu.
La Sygrie, dont le cours est orienté sensiblement nord-sud, traverse le quartier du Val Profond, passant derrière le musée français de la Photographie, puis forme une petite cascade et un étang dans le parc du domaine Louis-Ratel.
Elle se jette dans la Bièvre en face de la résidence Le Renouveau, à 71 m d'altitude, le confluent étant noyé dans la végétation.

### Commune et canton traversés
Il est entièrement sur la commune de Bièvres, dans le canton de Gif-sur-Yvette, dans l'arrondissement de Palaiseau.

### Bassin versant
La Sygrie traverse une seule zone hydrographique (F701) d'une superficie de 111 km2. Ce bassin est constitué à 51,75 % de « territoires artificialisés », à 25,58 % de « territoires agricoles », à 20,79 % de « forêts et milieux semi-naturels », à 2,02 % de « surfaces en eau ».

### Organisme gestionnaire
Depuis plusieurs années, un projet de renaissance de la Bièvre est porté par de nombreux acteurs, associatifs, intercommunaux ainsi que par le conseil régional d'Île-de-France qui a créé le syndicat mixte « Bièvre, rivière d'Île-de-France ». Elle y est entretenue par le Syndicat intercommunal pour l'assainissement de la vallée de la Bièvre (SIAVB).

## Affluent
La Sygrie n'a pas d'affluent contributeur connu. Donc son rang de Strahler est de un.

## Notoriété
La ville de Clamart comporte une avenue de la Sygrie et une place de la Sygrie. Il existe à Bièvres un chemin et une rue de la Sygrie, et à la limite de Châtenay-Malabry une rue et une route de la Sygrie.

## Aménagements et écologie
Il existe actuellement un projet de ZAC Val de Sygrie, adopté par la municipalité de Bièvres.

## Galerie

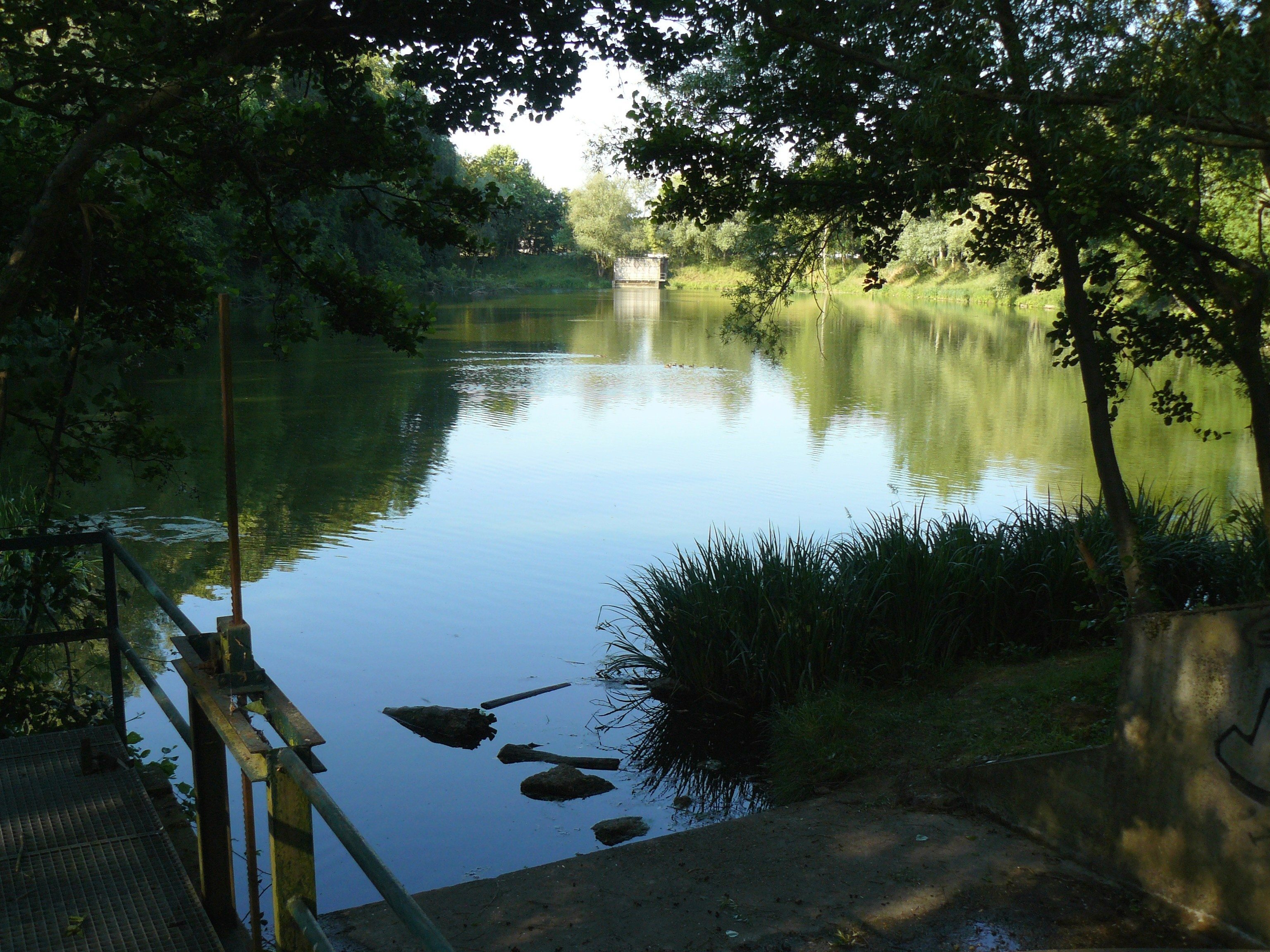
Le réservoir de l'Abbaye-aux-Bois.
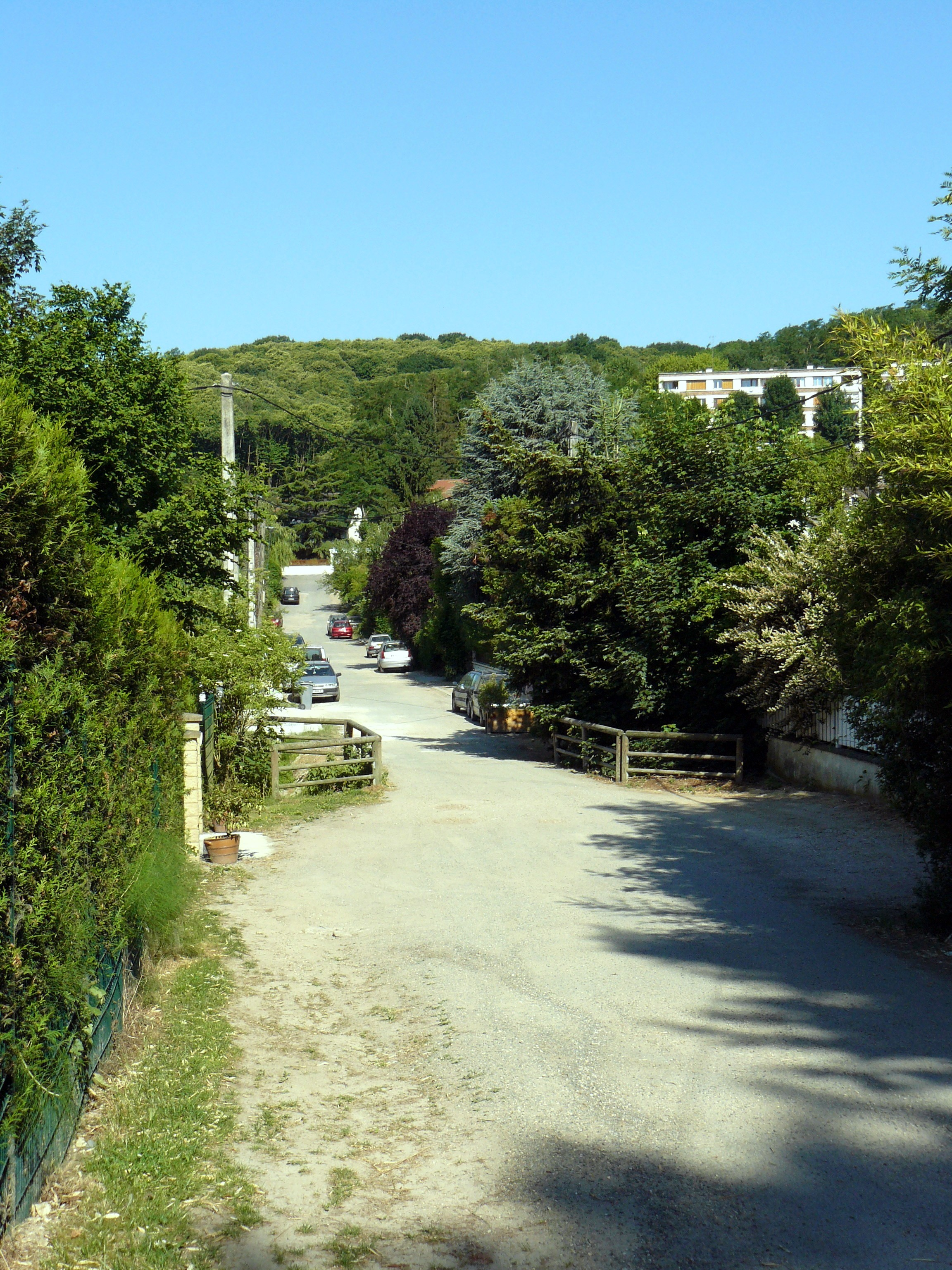
La rue de la Sygrie à Bièvres, qui enjambe le ruisseau.
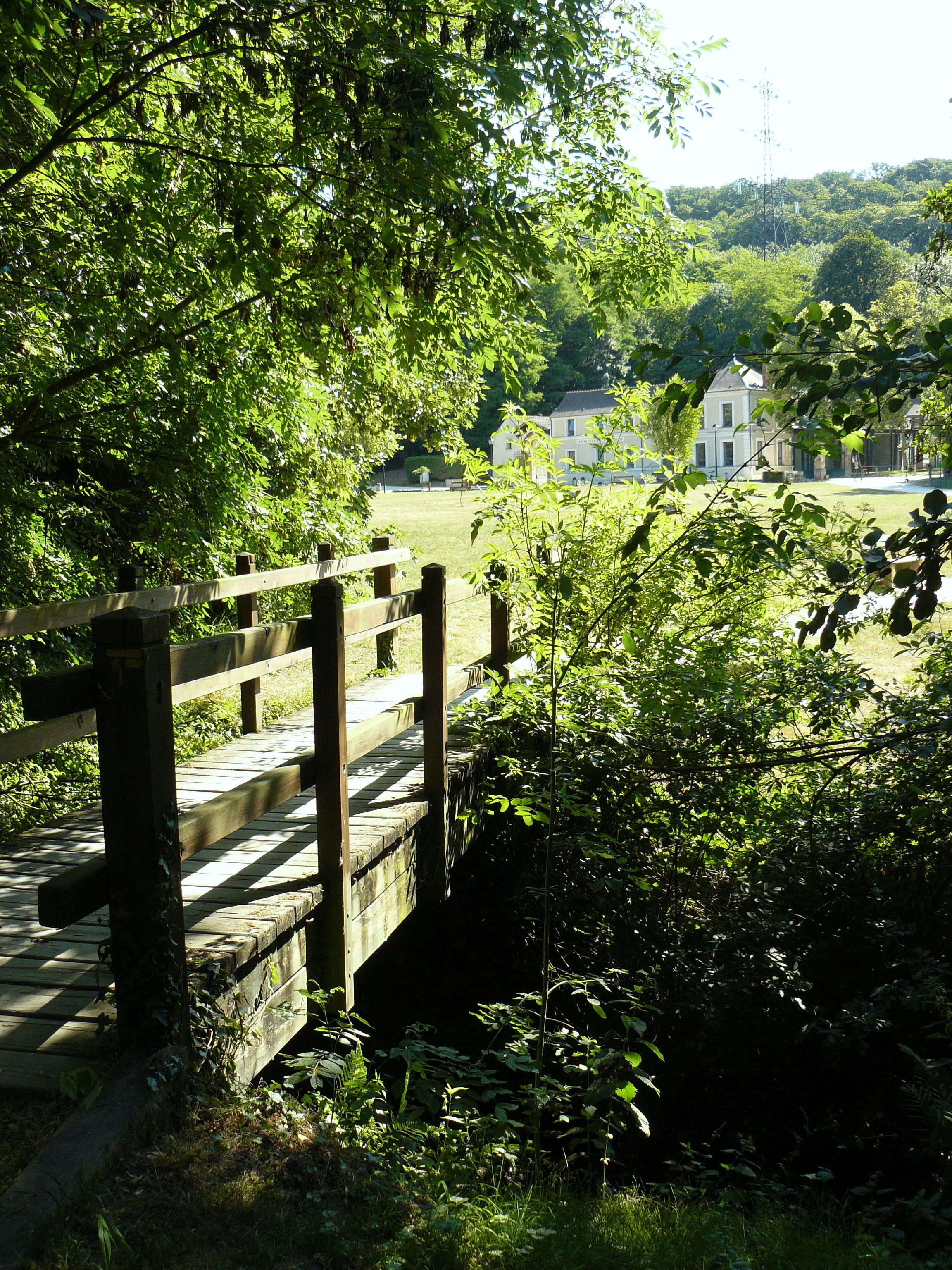
Passerelle menant au centre Louis-Ratel.
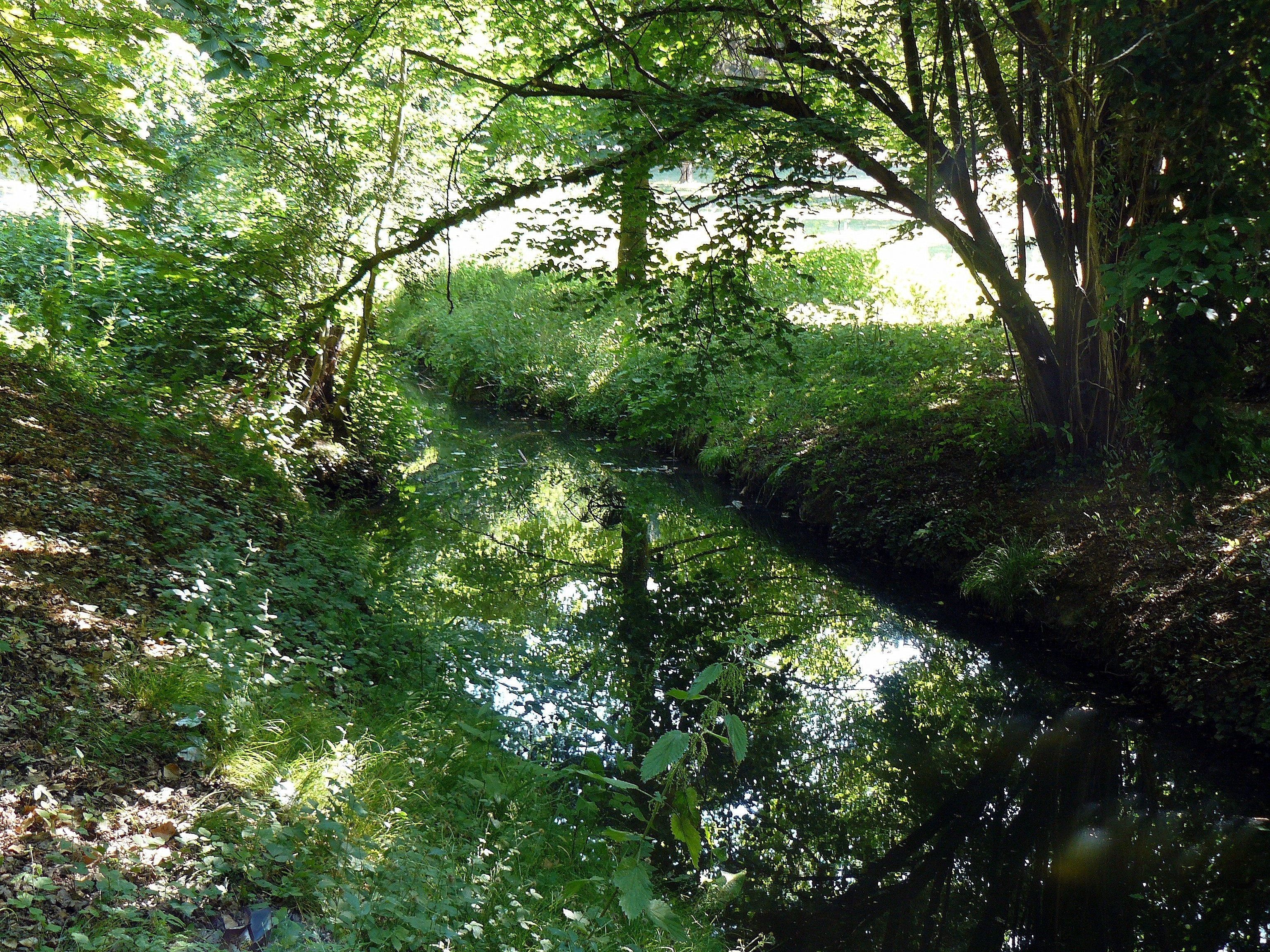
À proximité du centre Louis-Ratel.
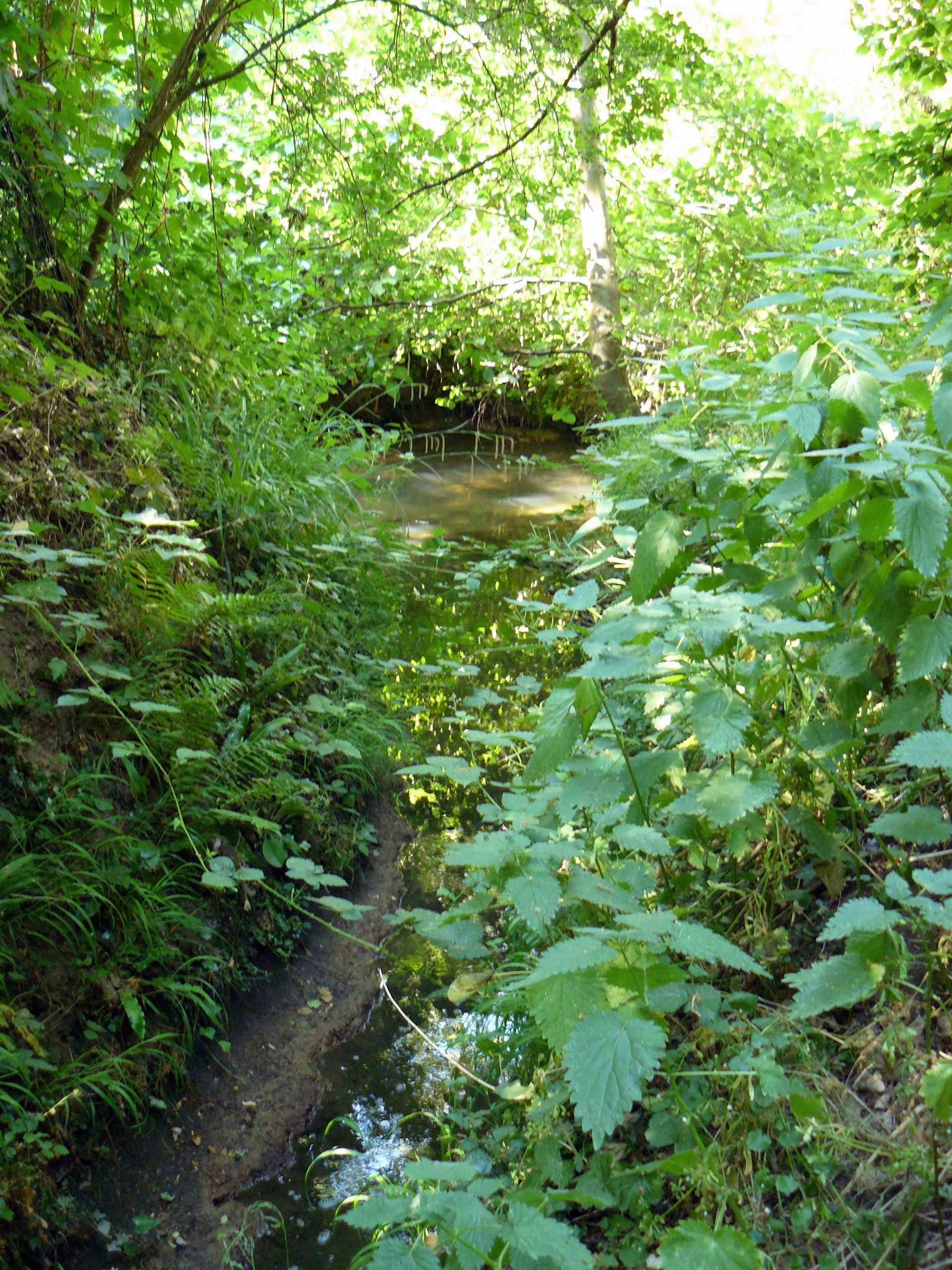
Le confluent avec la Bièvre.
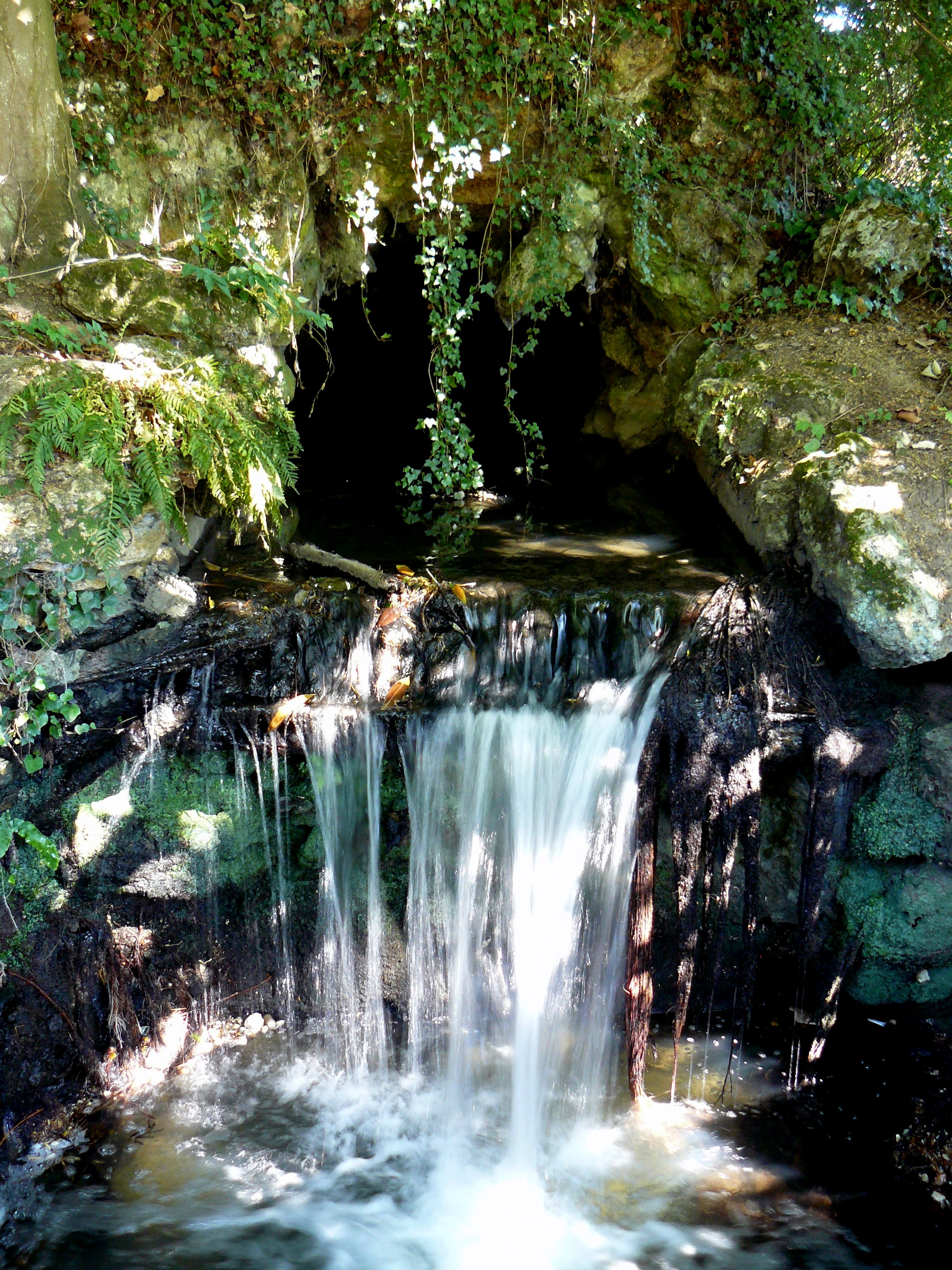
Cascade.
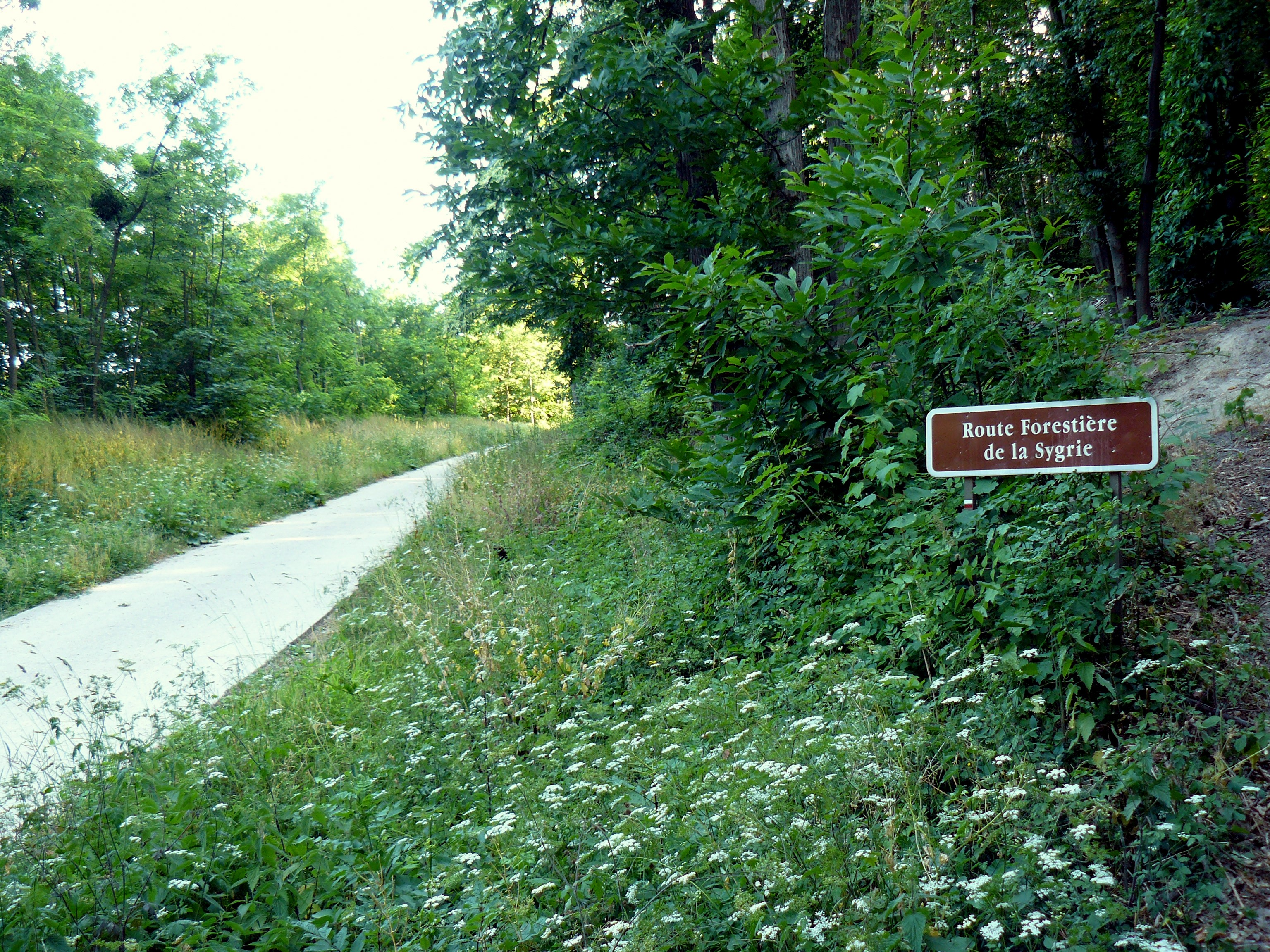
Route forestière de la Sygrie (forêt de Verrières, Châtenay-Malabry).
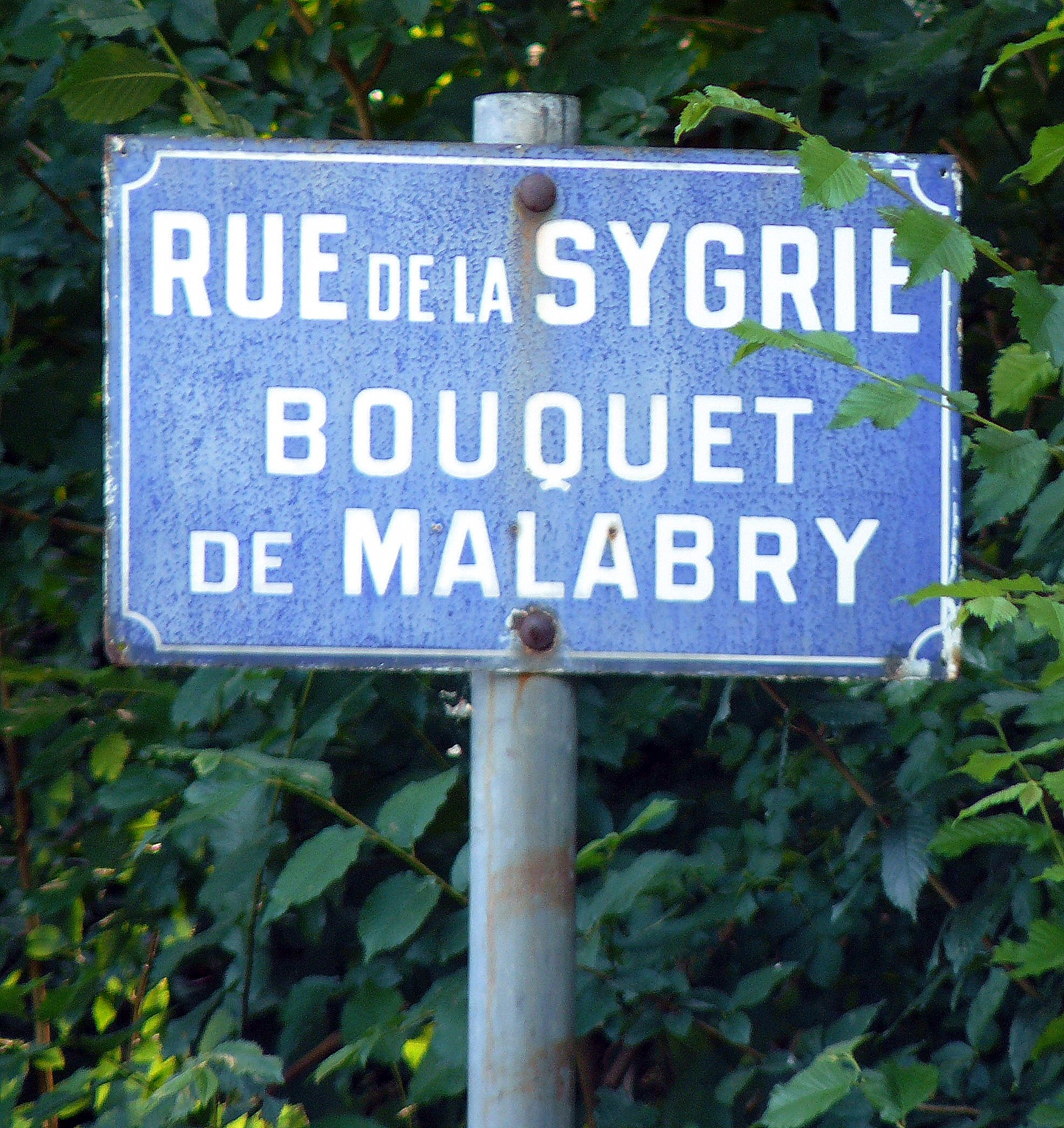
La rue de la Sygrie à Malabry (voie privée).
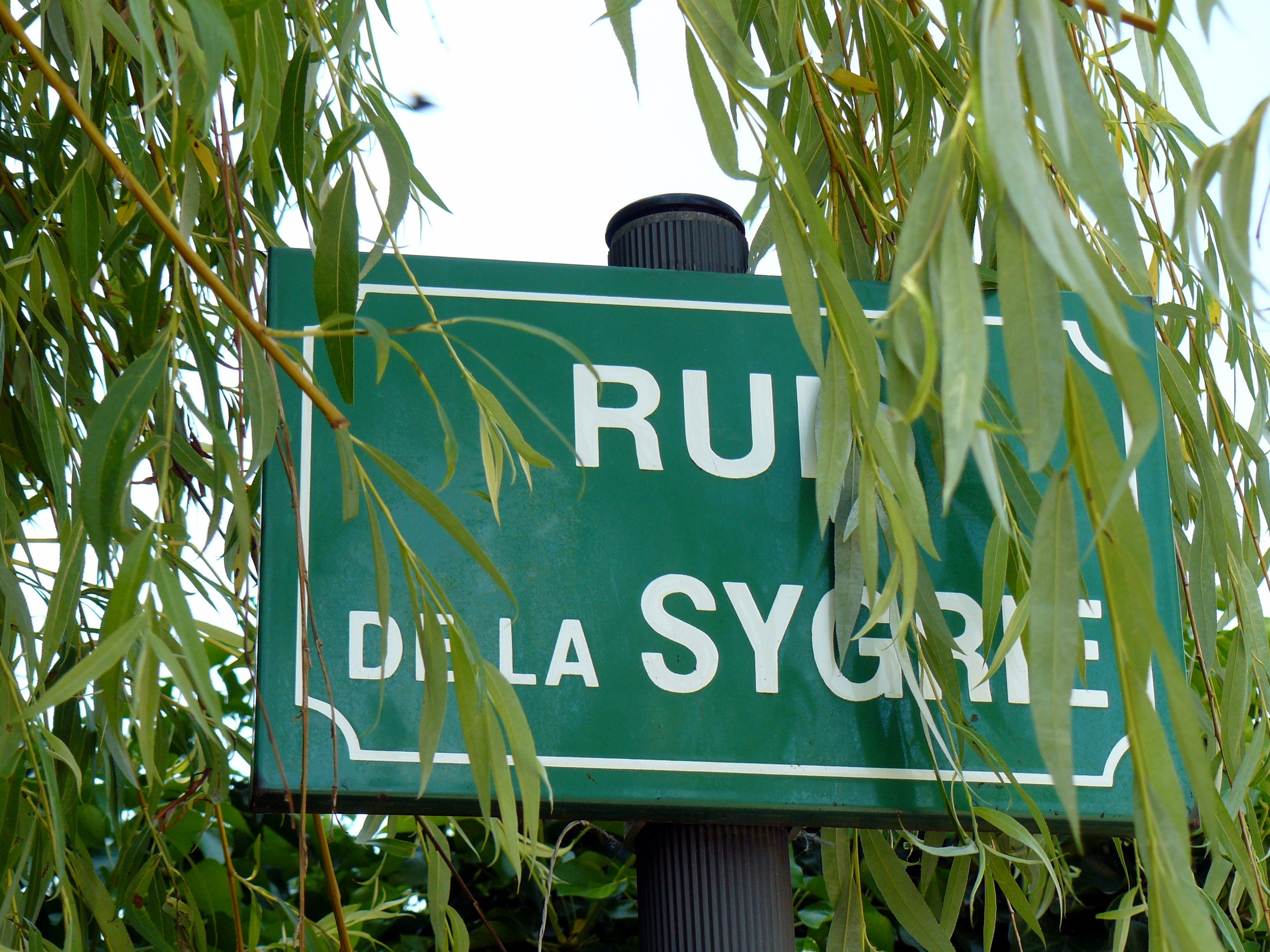
La rue de la Sygrie à Bièvres.